# دعسوقيات

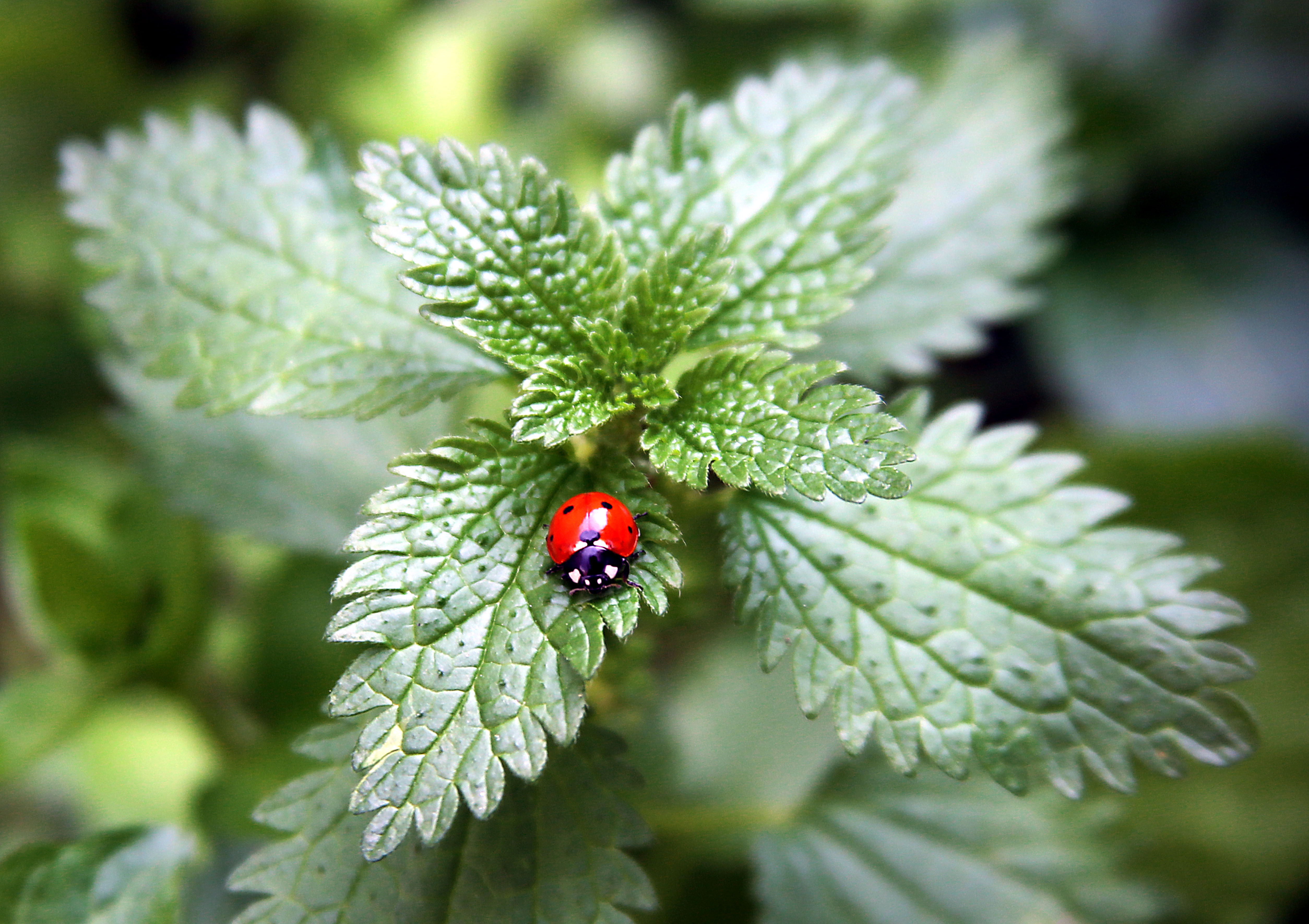
دعسوقة، في مدينة الخليل

الدعسوقيات أو الخنافس المنقطة أو بنات العيد أو خنفساء أبو العيد أو الخنفساء المتأنقة أو فصيلة كوكسينيلليدي (الاسم العلمي: Coccinellidae) (بالإنجليزية: ladybug)‏ هي حشرات تعدّ من أحد فصائل الخنفساء المعروفة ومن ذوات التطور كامل تنتشر في أغلب بقاع الأرض يوجد منها أكثر من 5000 نوع في أمريكا الشمالية وحدها عرف منها أكثر من 450 نوع. تتميز الخنفساء المنقطة بصغر حجمها مقارنة ببقية عائلات الخنافس إذ يبلغ طولها من 1 إلى 8 على ألف من المتر كما أن ألوانها متعددة كاللون الأحمر والأصفر والأبيض والقاتم وهي تعدّ من المفترسات المفيدة للفلاح سواء على صعيد افتراس المن والهوام الضارة أو المساعدة في عملية التلقيح.

## دورة الحياة
يمكن للدعسوقة أن تلد آلاف من اليرقات حيث أن متوسط العمر المتوقع لكل صنف منها من سنتين إلى ثلاث سنوات.
الدعسوقة هي حشرة مفيدة جداً في المكافحة البيولوجية ضد الحشرات المضرة، مثل المن وبعض الحشرات القشرية التي تأكل المحاصيل الزراعية بسرعة وبكمية كبيرة.
خلال موسم البرد، تبدأ الخنافس فترة السبات، فتبحث عن ملجأ تحت الحجارة، تحت لحاء الأشجار، في جذوعها القديمة، أو تحت أوراق الزهور الذابلة كما الخشخاش، الخ.
الغابات، السهول، بقع الأعشاب الضارة، والحدائق.
يحصل التزاوج في الربيع أو الصيف تضع الأنثى ما بين 3 و300 بيضة حسب النوع وحسب مدى بعد مجموعة الدعسوقات عن مستعمرات المنة (أي كمية المنة التي تتناولها).فمثلاً النوع البريطاني Adalia bipunetata تضع الأنثى بيضاً يفقس خلال مدة من 5 إلى 8 أيام تأكل اليرقة حوالي من 350 إلى 400 منِّة خلال 10 إلى 15 يوم فتستخدمها في نموها لتصبح حشرة كاملة. في هذه النقطة تبدأ البقع السوداء بالظهور على ظهرها.تستغرق دورة الحياة كلها من أربع إلى سبع أسابيع فالعديد من الأجيال يمكن أن ينشأ في الصيف الواحد.

## حشرات منزلية
- تعدّ من المفترسات المفيدة، حيث تتغذى على المن والهوام الضارة أو المساعدة في عملية التلقيح.

## وصلات خارجية

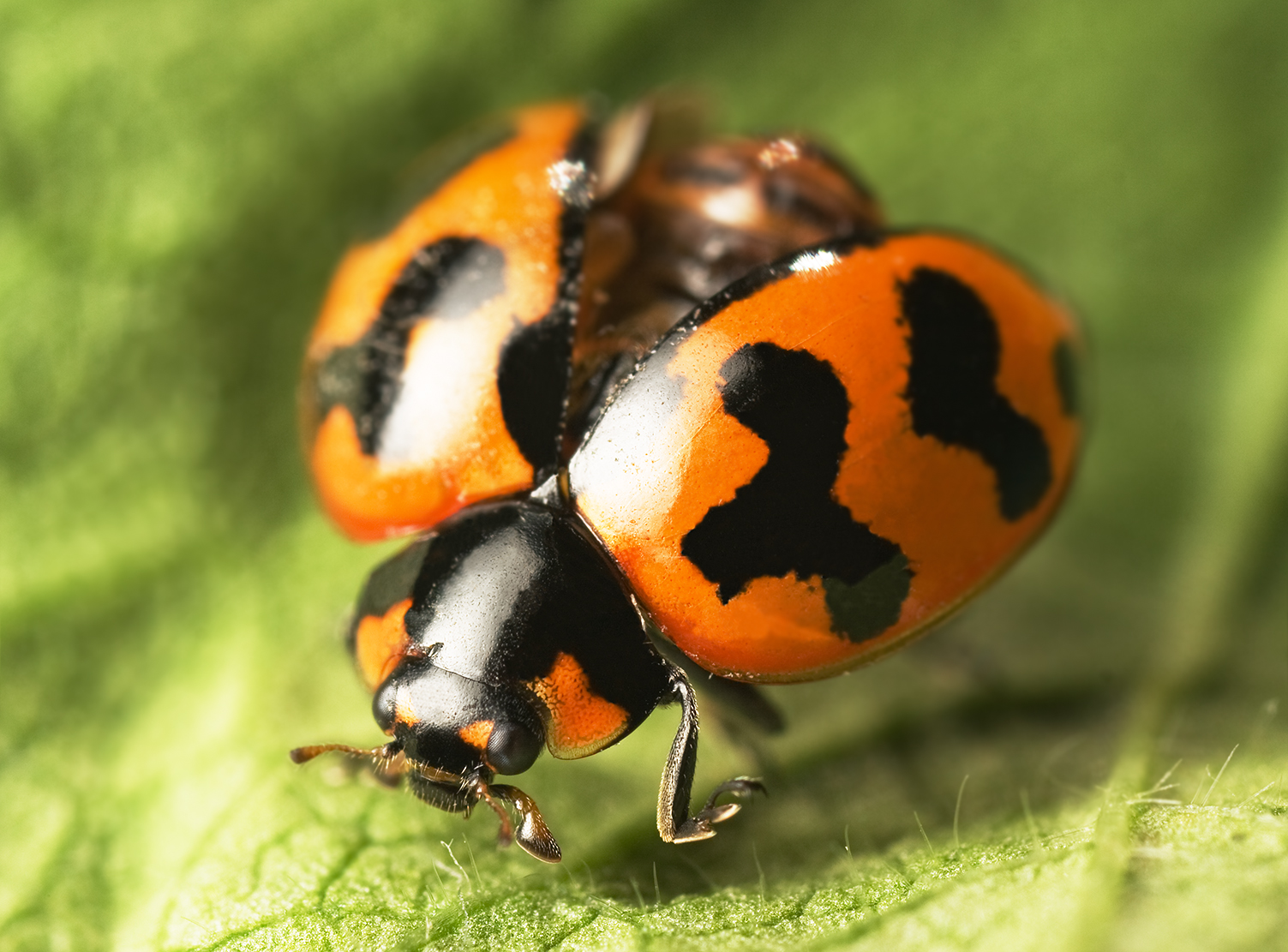
Coccinella transversalis, elytra in the open position

Basic anatomy of a ladybird

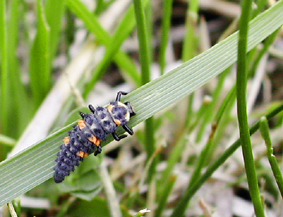
Mid-larva stage

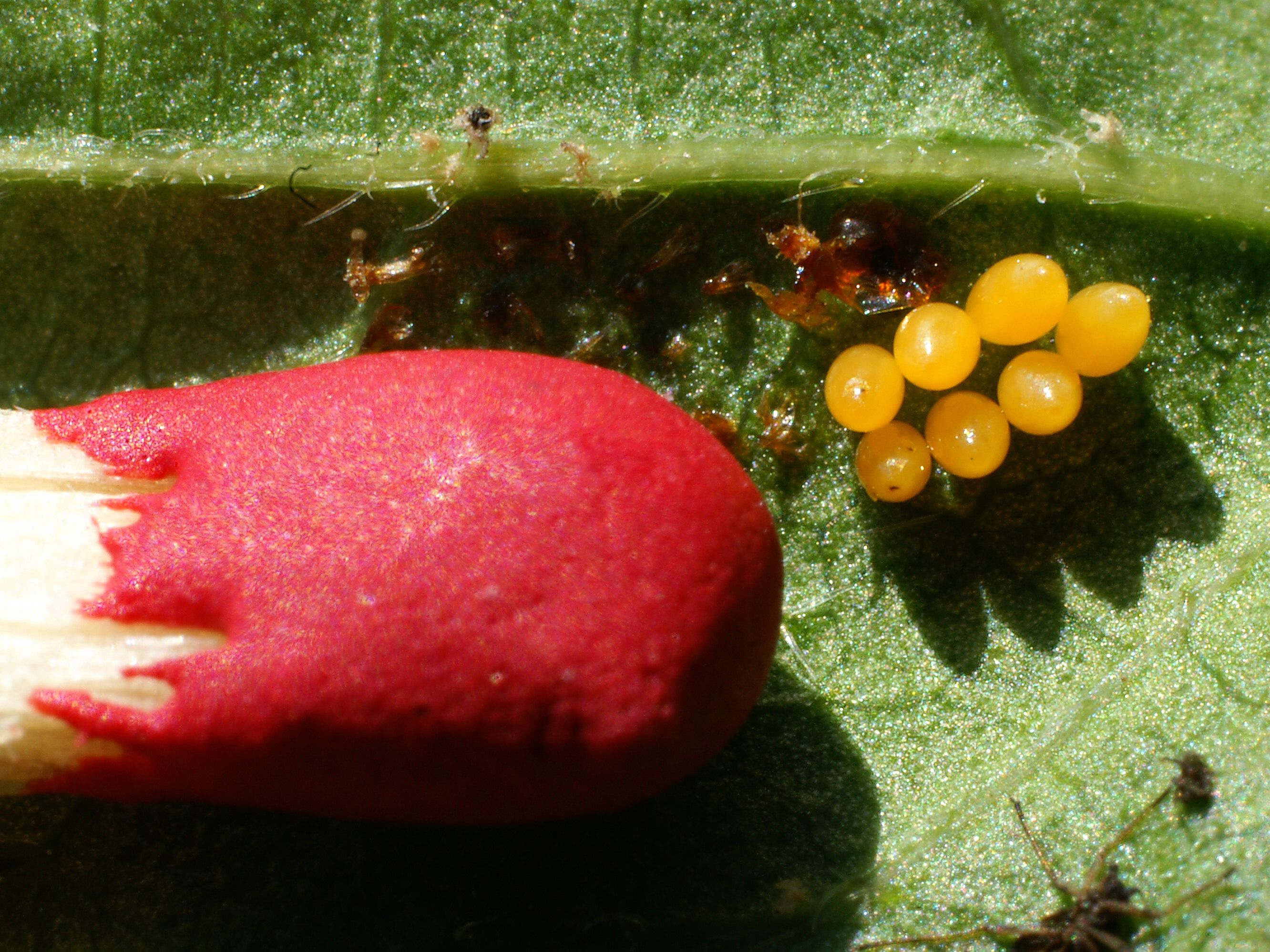
Eggs with the head of a match for scale

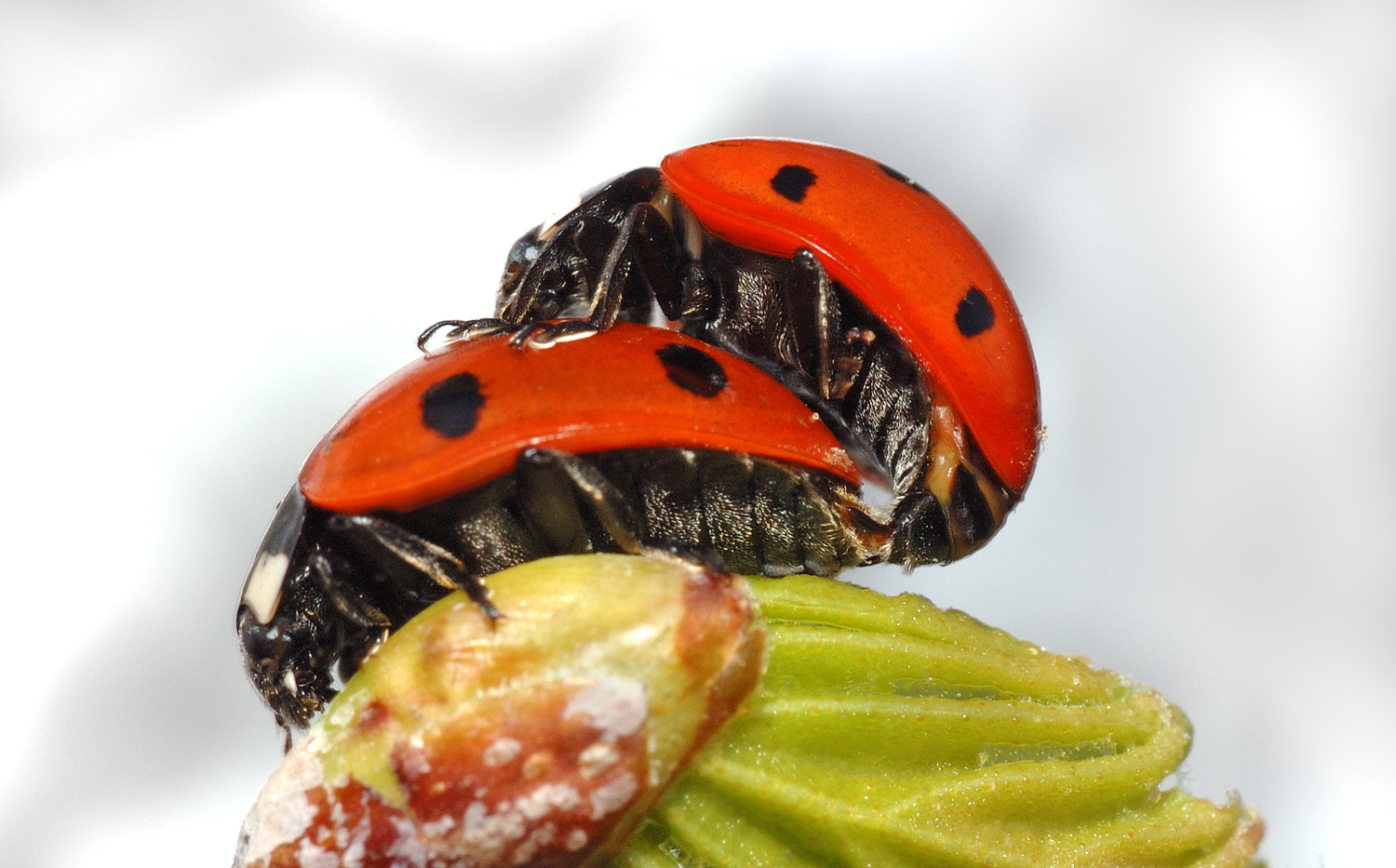
دعسوقة ذات سبع نقاط pair جماع

- الموسوعة الحرة للأعشاب